# Wigry Suwałki

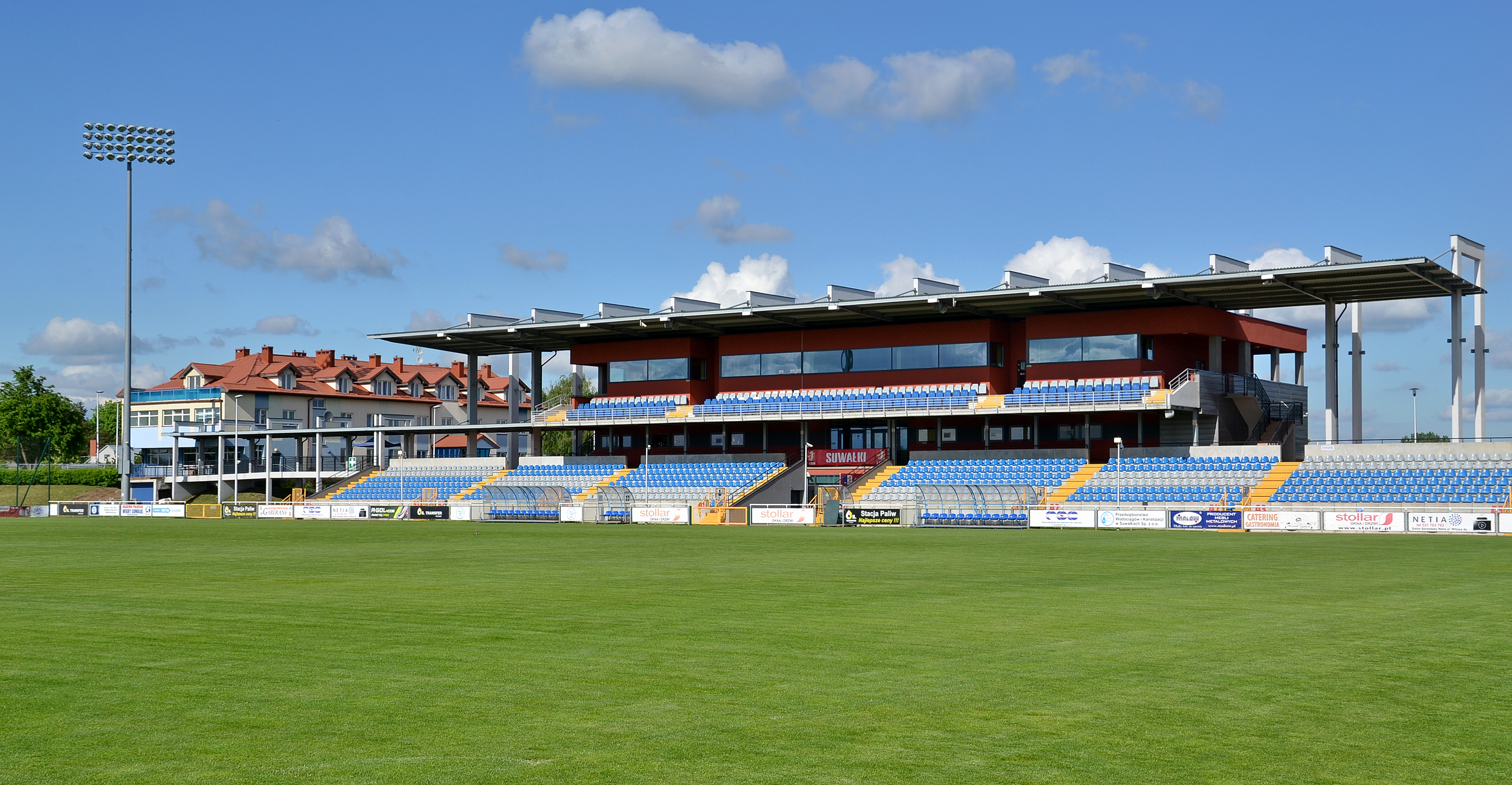
Stadion Miejski

Wigry Suwałki (celým názvem Suwalski Klub Sportowy Wigry Suwałki) je polský fotbalový klub z města Suwałki v severovýchodním Polsku u hranic s Litvou. Byl založený roku 1947, rok založení je uveden i v klubovém emblému. Domácím hřištěm je Stadion Miejski s kapacitou 3 060 míst. Klubové barvy jsou modrá a bílá. Od sezony 2014/15 hraje v polské druhé lize, která se jmenuje I liga.

## Logo
Uprostřed kulatého modrobílého loga je plachetnice na vlnách a písmeno W, podél obvodu je červený nápis Suwalski Klub Sportowy „Wigry“ a letopočet založení klubu 1947.

## Úspěchy
- postup do I ligy (v létě 2014)

## Historie
Známí hráči
- Martin Baran
- Darvydas Šernas
- Jakub Szmatuła